# Малихов, Фёдор Иванович
Фёдор Иванович Малихов (27 марта [9 апреля] 1917, Кривой Рог, Херсонская губерния — 12 сентября 1997, Кривой Рог, Днепропетровская область) — помощник командира взвода 67-й отдельной разведывательной роты, старшина. Полный кавалер ордена Славы.

## Биография
Родился 27 марта (9 апреля) 1917 года в местечке Кривой Рог. Украинец.
Окончил 7 классов. Член ВКП(б) с 1943 года. Работал на рыболовецком катере в бухте Находка.
В Красной армии с 1938 года. На фронтах Великой Отечественной войны с сентября 1941 года. Первое боевое крещение получил на Северо-Западном фронте.
В ночь на 6 ноября 1942 года группа разведчиков во главе с сержантом Малиховым совершала поиск в тылу врага. Скрытно пробравшись за линию фронта, разведчики схватили вражеского часового. Но тот успел выстрелить. Завязался бой. Разведчики гранатами подорвали два пулемёта противника, затем ворвались в их блиндаж. В яростной схватке они уничтожили несколько противников, а трёх взяли в плен. Пользуясь ночной темнотой, наши воины без потерь вернулись к своим.
Командир взвода 67-й отдельной разведывательной роты старшина Малихов с бойцами 22 июля 1944 года в бою у деревни Гравери зашёл в тыл врага, открыл огонь, сразил и рассеял много противников, чем способствовал успешному выполнению ротой боевой задачи.
25 июля 1944 года приказом по 26-й стрелковой дивизии старшина Малихов Фёдор Иванович награждён орденом Славы 3-й степени.
Помощник командира взвода той же роты, дивизии старшина Малихов с группой разведчиков 8 октября 1944 года у населённого пункта Лабарди перерезал противнику пути отхода, ликвидировал до отделения солдат, много захватил в плен, вывел из строя пять автомашин.
12 октября 1944 года Малихов с бойцами взвода уничтожил группу автоматчиков и одного взял в плен.
Приказом по 43-й армии от 2 ноября 1944 года старшина Малихов Фёдор Иванович награждён орденом Славы 2-й степени.
13 декабря 1944 года в бою на острове Элена Вердер Малихов ворвался в расположение противника, сразил четырёх солдат, одного захватил в плен.
Указом Президиума Верховного Совета СССР от 24 марта 1945 года за мужество, отвагу и героизм, старшина Малихов Фёдор Иванович награждён орденом Славы 1-й степени.
В декабре 1945 года демобилизован. Жил в городе Кривой Рог. С 1975 года капитан в отставке. Работал проходчиком, затем в лаборатории на шахте «Гигант-Глубокая».
Умер 12 сентября 1997 года.

## Награды
Награждён тремя орденами Славы, орденами Красного Знамени, Отечественной войны 1-й степени, Красной Звезды, медалью «За отвагу», другими медалями.